# Requienia (bivalvo)
Requienia es un género extinto fósil de rudista, un molusco bivalvo marino del orden Hippuritoida, de la familia Requieniidae. Estos rudistas vivieron durante los períodos Jurásico y Cretácico, desde el Kimeridgiano  (155.7) hasta el Maastrichtiano (66.043 ma). Eran alimentadores estacionarios de suspensión de nivel intermedio arrecifal.

## Distribution
La presencia de este género se ha reportado en el Cretácico de Albania, Croacia, Francia, Alemania, Hungría, Irak, Italia, México, Omán, Portugal, Serbia y Montenegro, España, Suiza, Turquía, Ucrania, Estados Unidos, Venezuela; y el Jurásico de Hungría.

## Especies
- Requienia ammonia
- Requienia migliorinii
- Requienia renevieri